# Beautiful (2PMの曲)
「Beautiful」（ビューティフル）は、韓国の男性アイドルグループ・2PMの4枚目のシングル。2012年6月6日にアリオラジャパンから発売された。

## 収録曲

### 初回生産限定盤A
CD
1. Beautiful
作詞：J.Y.Park "The Asiansoul"・Natsumi Watanabe・NICE73、作曲：J.Y.Park "The Asiansoul"、編曲：J.Y.Park "The Asiansoul"・Hong Ji Sang
2. 君がいれば 
作詞：Mai Watarai・NICE73、作曲：Lee Jun Ho、編曲：Hong Ji Sang
3. Beautiful (without main vocal)
4. 君がいれば (without main vocal)

DVD
1. Beautiful (Original ver.)
2. Beautiful (Dance ver.)

- 「トレーディングカード」1枚ランダム封入（全7種）

### 初回生産限定盤B
1. Beautiful
2. 君がいれば
3. Beautiful (without main vocal)
4. 君がいれば (without main vocal)

- この作品のために撮り下ろした未公開写真満載32Pフォトブック付き
- 「トレーディングカード」1枚ランダム封入（全7種）

### 通常盤
1. Beautiful
2. 君がいれば
3. Beautiful (Aqua blu mix)
4. Beautiful (without main vocal)
5. 君がいれば (without main vocal)

- 初回仕様限定盤のみ「トレーディングカード」1枚ランダム封入（全7種）